# Heliotaurus
Genre
Heliotaurus est un genre d'insectes coléoptères de la famille des ténébrionidés.

## Espèces rencontrées en Europe
- Heliotaurus crassidactylus Seidlitz 1896
- Heliotaurus ruficollis (Fabricius 1781)
- Heliotaurus rufithorax Reitter 1906
- Heliotaurus sanguinicollis Reitter 1906
- Heliotaurus seidlitzi Reitter 1906
- Heliotaurus tenuipes Seidlitz 1896